# Contea di Chase (Nebraska)
La contea di Chase (in inglese Chase County) è una contea dello Stato del Nebraska, negli Stati Uniti. La popolazione al censimento del 2000 era di 4 068 abitanti. Il capoluogo di contea è Imperial.